# 石井あす香
石井 あす香（いしい あすか、1982年6月1日 - ）は日本の女優である。

## 人物・来歴
千葉県松戸市出身。上野学園高等学校、上野学園大学声楽学科を卒業する。高校の同級生に横関咲栄と栗山絵美がいる。
高校時代にトランポリンでインターハイに出場し、団体3位、シンクロ2位、個人2位になる。オリジナル朗読劇で脚本と演出を手掛けている。
2010年に家永浩輔が監督する映画「IN THE WOODS〜森の中〜」の原案をまとめて主演し、日本芸術センターの第2回映像グランプリでグランプリを受賞した。

## 出演

### 映画
- 2002年 - 「GO LAST HEAVEN」（監督：川野浩司）主演：殺し屋 役
- 2002年 - 「芥子」（監督：亀井亨）オキュート 役
- 2004年 - 「殺人ネット」（監督：川野浩司）着物の女 役
- 2005年 - 「恋まち物語」 （監督：林弘樹）主演：岡崎晴子 役、日経流通新聞賞
- 2005年 - 「カタナーマン」（監督：市川徹）ヒロイン：ヒミコ 役
- 2006年 - 「通勤電車で座る技術」（監督：市川徹）宇野花 役
- 2006年 - 「DOWNS&UPS〜浅野総一郎の青春」（監督：市川徹）おとよ 役
- 2007年 - 「筆子・その愛 -天使のピアノ-」（監督：山田火砂子）山田明子 役
- 2007年 - 「妖怪奇談」（監督：亀井亨）彩香 役、2006年東葛国際映画祭上映
- 2007年 - 「こほろぎ嬢」（監督：浜野佐知）主演：小野町子 役、第19回東京国際映画祭上映
- 2008年 - 「人生ごっこ!?」（監督：林弘樹）晴子役
- 2008年 - 「アディクトの優劣感」（監督：藍河兼一）準主演：玲加 役
- 2010年 - 「IN THE WOODS〜森の中〜」（監督：家永浩輔）主演・原案：あす香 役
- 2010年 - 「冷たい部屋」（監督：平田大輔）主演：早苗 役
- 2011年 - 「ふるさとがえり」（監督：林弘樹）安部瑠美子 役
- 2012年 - 「レターフロムヒム」（監督：さとうしんじ）主演　野田みゆき 役
- 2013年 - 「探偵はBARにいる２」（監督：橋本一）先生役
- 2013年 - 「新大久保物語」（監督：藤原健一）英姫役
- 2014年 - 「誰にもあげない 真四谷怪談」（監督：三池崇史）木村透子役

### 舞台
- 2008年 - 「SO WHAT2」主演：麻里子 役
- 2008年 - 「黄金の山」椿組：明音 役（演出：中島新）
- 2008年 - 「ルーズベルトの刺客」主演：マヌエラ役（原作・プロデュース：西木正明）
- 2009年 - 「夕立の忘れ物」（よしもと神保町花月）ヒロイン 青山美香 役（脚本・演出：白坂英晃）
- 2009年 - 「幻夜の星」（音楽朗読劇）語り・主演：奈々子 役（脚本・演出：石井あす香）
- 2010年 - 「いつしよ」（よしもと神保町花月）ヒロイン：名波由衣 役（脚本：神保町写楽・演出：白坂英晃）
- 2011年 - 「わたあめ、チューした、タララッタ」（よしもと神保町花月）（脚本：富田雄大【劇団オコチャ】、演出：白坂英晃）

### DVD
- 2006年 - 「ワニガメ任侠伝」（監督：市川徹）西村桃子 役（市川徹監督）
- 2007年 - 「男の生活」（監督：石川二郎）小松由紀恵 役

### インターネット
- 2005年 - 「負け犬結婚相談書」（監督：市野龍一）京子 役
- 2006年 - 「たとえ夜は長くても」（監督：林弘樹）藤代鈴子 役
- 2010年 - G-GIRL STYLE「GLAM (PC版) 」「G-girl STYLE (MOBILE版) 」
- 2011年 - 「熱血実況ドラマ アレルギー性疾患に負けるな!」第2話・第4話

### テレビ
- 2005年 - もう一つの「恋まち物語」（テレビ愛媛）
- 2007年 - モーニングサプリ（東京MXテレビ）
- 2008年 - 月曜ゴールデン『十津川警部シリーズ39「飛騨高山に消えた女」』マユミ 役
- 2010年 - 土曜ワイド劇場「温泉(秘)大作戦!PART9」那珂川美恵 役
- 2010年 - 『競馬伝説LIVE』 ナビゲーター
- 2011年 - 『大衆酒場巡礼記』 〜大衆酒場で感じる赤羽の魅力〜 女優石井あす香（東京MXテレビ）
- 2012年 - 『熱血BO-SO TV』 （千葉テレビ）
- 2014年 孤独のグルメ Season4 第2 話 （7月16日、テレビ東京）  - 女性店長 役

### ラジオ
- FM西東京 - 「石井あす香と福田綾乃のグリーンルームへようこそ!」
- 東京ネットラジオ - 「あす香とMINAKOのなんとなトーク」
- 東京ネットラジオ - 「石井あす香のDreamy diary」オリジナル朗読劇 脚・語り

### CM
- 2004年 - 日興コーディアル証券「バスケットボール篇」メインナビゲーター
- 2005年 - アイフル「ボディビル篇」
- 2007年 - トヨタ紡織アドシネマ「ココチ」主演：伊知子役（監督：片岡秀明）
- 2013年 - グランディーハウス

### 広告
- 千葉銘菓ピーナッツサブレー・イメージキャラクター
- オーダーメイドウィッグバービーズウィッグイメージキャラクター
- オーダーメイドウェディングドレスブライダル工房FMNイメージキャラクター
- ディズニーシー10周年記念フェスティバル

### 雑誌
- 月刊Audition （白夜書房）
- JJ2005年1月号　（光文社）
- KERA!2005年8月号、2006年11月号（インデックスコミュニケーションズ）
- 月刊「愛媛こまち」2005年9月号（AIC Corporation）
- 「Gothic&Lolita Bible」レギュラー（Index Communications）
- 大槻ケンヂ短編集「ゴスロリ幻想劇場」（Index Communications）
- 「大槻ケンヂの激突!パイパニック対談」（映画秘宝）
- 新京成線雑誌「Ciao」

### PV
- 「KLAS物語」スイス公文学園高等部　総合ナレーション
- エイボン・プロダクツ「Hello Greenプロジェクト」ナレーション
- グローバル プロダクト プランニング「Refresh　water」